# Igor Fait
Igor Fait (* 30. prosince 1965 Brno) je český podnikatel a miliardář. Vybudoval investiční skupinu Jet Investment, nakupuje a prodává průmyslové firmy. Podle žebříčku Forbes to byl 75. nejbohatším Čechem v roce 2020. Je brněnským patriotem, jako mecenáš a filantrop podporuje výtvarné umění (založil Fait Gallery), nadaci Dobrý anděl nebo nadaci Vize 97.

## Profesní životopis
Po vysoké škole začínal jako ekonom Brněnských výstavišť a veletrhů. V roce 1993 se osamostatnil a založil brokerskou společnost Brno Broker Group, později přejmenovanou na BBG Brno. V roce 1996 společnost prodal a založil skupinu Jet Investment, která skupuje upadající podniky, staví je na nohy a se ziskem prodává.

## Angažmá v českých firmách
Angažmá Igora Faita
- 2 JCP a.s., člen statutárního orgánu
- ABC Ruzyně s.r.o., člen statutárního orgánu
- Aurus Investments, a.s., jediný akcionář a člen statutárního orgánu
- Brněnská Olomouc s.r.o., člen statutárního orgánu
- CERBERUS CAPITAL, a.s., člen statutárního orgánu
- CONDOR CAPITAL, a.s., člen statutárního orgánu
- Colonico, a.s., člen statutárního orgánu
- Confido Invest, a.s., člen statutárního orgánu
- DIVINE GROUP s.r.o., společník
- Draco Capital, a.s., jediný akcionář a člen statutárního orgánu
- Equity Investment, a.s., jediný akcionář a člen statutárního orgánu
- Fait Gallery, a.s., jediný akcionář a člen statutárního orgánu
- FG FACILITY, s.r.o., člen statutárního orgánu
- GATUFA Holding, a.s., člen statutárního orgánu
- Gastro Pavillon a.s., jediný akcionář a člen DR
- Hotely Atlantika,a.s., člen statutárního orgánu
- Industrial Park Nučice s.r.o., člen statutárního orgánu
- Jet 2 Delta, a.s., člen statutárního orgánu
- Jet 2 Kappa, a.s., člen statutárního orgánu
- Jet 3 SICAV, a.s., zastoupení právnické osoby ve statutárním orgánu
- Jet Base SICAV, a.s., zastoupení právnické osoby ve statutárním orgánu
- Jet Founders, a.s., člen statutárního orgánu
- Jet Industrial Properties Czechia SE, člen statutárního orgánu
- Jet Industrial Properties Germany SE, člen statutárního orgánu
- Jet Industrial Properties Poland SE, člen statutárního orgánu
- Jet Industrial Properties Slovakia SE, člen statutárního orgánu
- Jet Investment, a.s., člen statutárního orgánu
- Jet Reality, s.r.o., v likvidaci, společník a člen statutárního orgánu
- KOLOREX,a.s., jediný akcionář a člen statutárního orgánu
- Kastelán (firma), s.r.o., společník a člen statutárního orgánu
- Lazecká Olomouc s.r.o., člen statutárního orgánu
- Lyra Investment, s.r.o., společník
- Nadační fond Modrý Hroch, člen statutárního orgánu
- Nešporova Olomouc s.r.o., člen statutárního orgánu
- Nučice Immobilien CZ s.r.o., člen statutárního orgánu
- PBS INDUSTRY, a.s., člen statutárního orgánu
- Pionýrská Olomouc s.r.o., člen statutárního orgánu
- Rex Credit, s.r.o., společník
- STROJÍRNY POLDI, a.s., člen statutárního orgánu
- TEDOM a.s., člen statutárního orgánu